# Литорал-ди-Камосин-и-Акарау (микрорегион)

Литорал-ди-Камосин-и-Акарау на карте.

Литорал-ди-Камосин-и-Акарау (порт. Microrregião do Litoral de Camocim e Acaraú) — микрорегион в Бразилии, входит в штат Сеара. Составная часть мезорегиона Северо-запад штата Сеара. Население составляет 360 892 человека (на 2010 год). Площадь — 8 639,093 км². Плотность населения — 41,77 чел./км².

## Демография
Согласно сведениям, собранным в ходе переписи 2010 г. Национальным институтом географии и статистики (IBGE), население микрорегиона составляет:
| Полное население                             | Полное население                             | Полное население                             | Полное население                             | 360 892 |
| -------------------------------------------- | -------------------------------------------- | -------------------------------------------- | -------------------------------------------- | ------- |
| в том числе:                                 | Городское население                          | 194 843                                      | Процент городского населения, %              | 53,99   |
|                                              | Сельское население                           | 166 049                                      | Процент сельского населения, %               | 46,01   |
|                                              | Мужское население                            | 181 903                                      | Процент мужского населения, %                | 50,40   |
|                                              | Женское население                            | 178 989                                      | Процент женского населения, %                | 49,60   |
| Плотность населения, чел/км²                 | Плотность населения, чел/км²                 | Плотность населения, чел/км²                 | Плотность населения, чел/км²                 | 41,77   |
| Население микрорегиона в % к населению штата | Население микрорегиона в % к населению штата | Население микрорегиона в % к населению штата | Население микрорегиона в % к населению штата | 4,27    |

## Статистика
- Валовой внутренний продукт на 2003 составляет 623 735 049,00 реалов (данные: Бразильский институт географии и статистики).
- Валовой внутренний продукт на душу населения на 2003 составляет 1867,82 реалов (данные: Бразильский институт географии и статистики).
- Индекс развития человеческого потенциала на 2000 составляет 0,602 (данные: Программа развития ООН).

## Состав микрорегиона
В составе микрорегиона включены следующие муниципалитеты:
1. Акарау
2. Баррокинья
3. Бела-Крус
4. Камосин
5. Шавал
6. Крус
7. Гранжа
8. Итарема
9. Жижока-ди-Жерикоакоара
10. Марку
11. Мартинополи
12. Морриньюс